# Flavianos z Konstantinopole
Flavianos z Konstantinopole (řecky Φλαβιανός; 4. nebo 5. století - 11. srpna 449 Hypaipa) byl v letech 446 až 449 arcibiskup Konstantinopole. Na koncilu v Efesu v roce 449, „lupičské synodě“, zastával menšinový názor (který se však později prosadil), a proto byl sesazen a týrán, a v důsledku toho zemřel. V pravoslavné a římskokatolické církvi je uctíván jako svatý. Jeho katolický svátek je 18. února, pravoslavní si ho připomínají 16. února.

## Život
O Flavianově původu a kariéře není nic známo. Před povýšením na arcibiskupa byl knězem a správcem chrámového pokladu v Konstantinopoli. Jeho život byl považován za svatý.
Když byl Flavian jmenován nástupcem arcibiskupa Prokla, zmařil plány císařského úředníka Chrysafia. Ten přiměl Theodosia II., aby od Flaviana požadoval dar. Nový arcibiskup dal císaři místo zlata přivézt antidoron, posvěcený chléb, což Chrysafios rozhořčeně odmítl. Theodosiova sestra Pulcheria se postavila na stranu Flaviana, císařova manželka Eudocia na stranu Chrysafia.
S palácovými intrikami se mísily christologické spory, doutnající v byzantské církvi. Chrysafius a Eudokia získali Theodosia pro monofyzitskou stranu, která pod vedením kněze Eutycha a patriarchy Dioskora I. Alexandrijského zastávala názor, že Kristova božská přirozenost zcela pohltila jeho lidskou přirozenost; Flavian, podporovaný Pulcherií, učil, že vtělený Syn Boží je Bůh i člověk zároveň (nauka o dvou přirozenostech Krista). Synod v Konstantinopoli, kterému předsedal Flavian, odsoudil v listopadu 448 Eutycha jako heretika a exkomunikoval ho. Když Theodosius v roce 449 svolal do Efesu nový koncil, aby schválil monofyzitskou doktrínu, papež Lev Veliký poslal arcibiskupu Flavianovi později slavný doktrinální list Tomus ad Flavianum, který připravil chalcedonské doktrinální rozhodnutí. Dopis však nebyl v Efezu přečten. Tam monofyzitská strana uprostřed vřavy a násilí zvítězila. Flavian byl fyzicky týrán, prohlášen za sesazeného a vyhnán z města. Krátce nato zemřel v exilu.
Když Theodosius v roce 450 zemřel, poměr sil se změnil. Pulcheria se provdala za Marciana, jenž následoval jejího bratra. Svolal chalkedonský koncil, který dogmatizoval doktrínu dvou přirozeností a prohlásil Flaviana za mučedníka. Pulcheria nechala jeho ostatky převézt do Konstantinopole a s velkými poctami pohřbít v katedrále, předchůdkyni chrámu Hagia Sofia.

## Památky a úcta
- Flavianovi jsou zasvěceny italské chrámy
  - San Flaviano ve městě Giulianova, kam byly ostatky přeneseny z hrobu v Konstantinopoli.[6]
  - Bazilika San Flaviano v Montefiascone